# Chiesa di Santa Maria dell'Ospedale
La chiesa di Santa Maria dell'Ospedale, conosciuta anche come chiesa di Sant'Angelo all'Ospedale è una chiesa ubicata a Ravello.

## Storia
Nei pressi di una grotta utilizzata come luogo di eremitaggio venne edificato presumibilmente nel corso dell'XI secolo un ospedale, dotato di otto posti letto, per volere della famiglia Frezza: il primo documento in cui viene citato risale al 1170. Adiacente all'ospedale nel 1118 fu costruita una chiesa, inglobando anche la grotta: venne chiamata Sant'Angelo all'Ospedale, chiaro riferimento all'arcangelo Michele per via della sua conformazione rupestre.
Nel corso dei secoli successi la chiesa cadde più volte in rovina, principalmente per via alle continue infiltrazioni d'acqua e all'umidità data la sua conformazione architettonica, tanto da subire anche diverse chiusure come nel 1640: fu in questo periodo che parte degli arredi sacri furono spostati nel duomo, tra cui il quadro di San Michele di Giovanni Angelo D'Amato. Nel 1658 l'ospedale venne chiuso: nel 1754 risulterà completamente franato.
La chiesa fu restaurata per volere della famiglia Frezza nella metà del XIX secolo: furono eliminati i due altari laterali e venne spostato l'affresco della Vergine Maria con il Bambino dall'area ipogea all'altare maggiore che venne decorato in stile barocco; in tale contesto mutò il proprio nome in quello di Santa Maria dell'Ospedale. Nel 1896 tuttavia già necessitava di nuovi interventi di manutenzione; nel corso del XX secolo è stata oggetto di pochi restauri.

## Descrizione
La chiesa si presenta con una facciata a capanna interamente intonacata in bianco: il portale d'ingresso è inserito in un protiro, caratterizzato da due colonne in marmo che sorreggono un arco a tutto sesto; al di sopra del portale è una finestra anch'essa ad arco a tutto sesto.
Superato l'ingresso, tramite tre gradini si accede alla chiesa che risulta essere sottoposta al piano stradale: internamente è composta da due ambienti. Il primo ambiente è una navata a due campate con volte a crociera a sesto acuto: lungo il lato destro si aprono gli accessi per la sacrestia, anch'essa con volta a crociera, e per il campanile; la campata più interna ha ai quattro angoli altrettante colonne in marmo scuro e, sul lato sinistro, un ambone del XIII secolo, parzialmente scavato nella roccia, che poggia su colonnine, una delle quali con capitello in marmo bianco. Sul fondo è l'abside con l'altare maggiore: la parete di fondo, con decorazioni in stucco a formare tre nicchie, ospita in quella centrale l'affresco della Vergine Maria con il Bambino, risalente al XV secolo. Il secondo ambiente, di tipo ipogeo, corrisponde alla primitiva grotta dove risiedevano gli eremiti: è coperto da una volta a botte a sesto acuto e termina con un'abside ogivale con una sorta di nicchia dov'era posto l'affresco poi spostato sull'altare maggiore; la nicchia era sormontato da un ulteriore affresco dell'Arcangelo Michele, andato perduto. Lungo le pareti, oltre a residue tracce di affreschi, è presente un sistema di canalizzazione che serviva a convogliare l'acqua piovana in un pozzo e una cisterna, ancora presenti, utilizzati per l'ospedale. L'intera pavimentazione è in maioliche.
Il campanile è composto da quattro livelli: l'ultimo livello si caratterizza per sette archi a tutto sesto.